# Музыкальный энциклопедический словарь
Музыкальный энциклопедический словарь (сокр. МЭС) — научно-справочное издание, опубликованное в 1990 году издательством «Советская энциклопедия» под редакцией Г.В. Келдыша.
Предыдущие «Энциклопедические музыкальные словари» были изданы в 1959 (1-е изд., отв. ред. Г.В. Келдыш) и 1966 году (2-е, испр. и доп.) в том же издательстве авторами-составителями Б.С. Штейнпрессом и И.М. Ямпольским.

## Краткая характеристика
Работа над Словарём началась в 1981 году и продолжалась около 10 лет. Сведения фактического характера доведены до 1988 года (в ряде случаев — до 1989). Авторский коллектив Словаря насчитывал более 260 специалистов.
МЭС содержит свыше 8000 статей различного характера — от широких обзоров до кратких справок, с большим количество нотных примеров, схем и (только чёрно-белых) иллюстраций. Преимущественное внимание редакторов уделялось российской музыкальной культуре. Наряду со статьями, представляющими собой сокращённые версии одноимённых статей из Музыкальной энциклопедии (1973—1982), многие статьи (в частности, блок фундаментальных статей, посвящённых гармонии, написанный Ю.Н. Холоповым) были существенно пересмотрены или созданы заново.

## Библиографические данные
- Музыкальный энциклопедический словарь / Гл. ред. Г.В. Келдыш. — М.: Советская энциклопедия, 1990. — 672 с. — 150 000 экз. — ISBN 5-85270-033-9.

Репринтные издания:
- Музыка. Большой энциклопедический словарь — 2-е (репр.) изд. «Муз. энцикл. слов.» 1990 г. — М.: Большая рос. энцикл., 1998.
- Музыка. Энциклопедия — Репр. изд. — М.: Большая рос. энцикл., 2003.